# 温麺

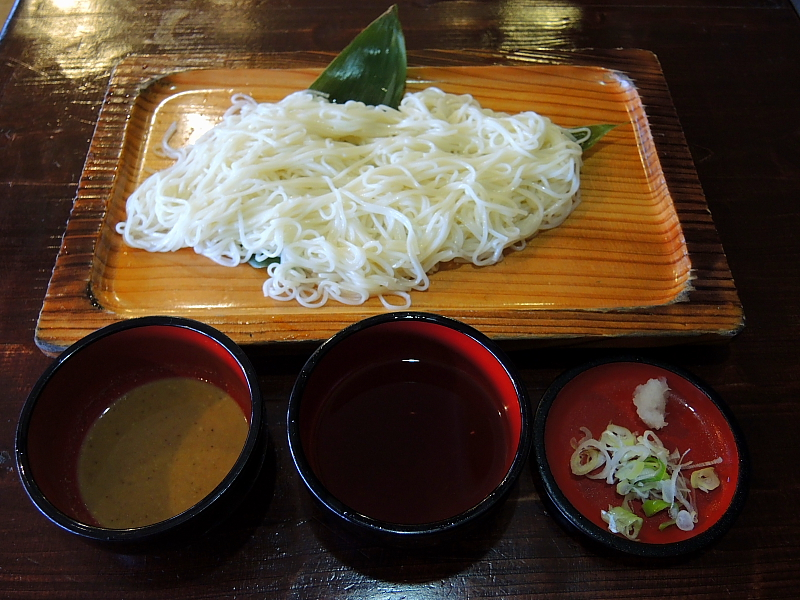
白石温麺

温麺（うーめん）は、素麺の一種であり、宮城県白石市で生産される同地の特産品である。白石温麺とも呼ばれ、「うーめん」あるいは「ううめん」と仮名で表記されることも多い。過去には雲麺と書いて「うんめん」とも呼ばれた。

## 製法
一般の素麺は生地を延ばす際、麺生地同士の付着防止と表面の乾燥を防ぐために油を塗る。一方、温麺は油を用いないでうち粉（でんぷん）を振りかけながら製麺するのが特徴である。椀に収まるよう、長さ9センチメートル程度で束にして売られることが多い。醤油や味噌で作った汁につけて食べるのが一般的である。熱くしても冷やしても食べるが、夏に冷して食べるのが主流の素麺とは異なり、温麺は通年で食べられている。茹で時間の短さと麺長の短さから、料理で扱いやすく食べやすい。老人食や離乳食にも重宝されている。他の材料を混ぜ込んだ変わり麺も製造されている。ただし、油を用いていないがゆえに麺が伸びやすいという欠点もある。

## 歴史
江戸時代初めに白石に住んでいた大畑屋鈴木浅右衛門が、胃腸の弱い父親のため、旅の僧に教わった油を使わない麺の製法を苦心の末会得して創始したと伝えられる。浅右衛門は名を味右衛門と改めて温麺製造を業とした。油なしで細い素麺を作る製法はこれ以前に大和国を中心に上方に存在しており、その技術を取り入れたという経緯らしい。
油なしの素麺はさっぱりして上品で、他の素麺より高級とされ、東北地方南部に流通し、仙台藩主の伊達家から大名・公家への贈答にも用いられた。現在の温麺は通常ゆでて調理するが、江戸時代には蒸して食べたという記録が残っている。当時はとりわけ冬に作られた寒製温麺が良いとされた。白石盆地には冬に蔵王おろしの乾燥した風が吹き、それが麺の製造の便になった。また、蔵王を水源とする小川が白石の街なかを縦横に流れているのも好適であった。江戸時代に白石三白と呼ばれた白石の名産は、和紙、葛粉とこの温麺である。白石葛と白石和紙の製造は一か所に限られるが、温麺は今でも盛んに作られている。
製品化された温麺には、長く裁断して束ねたものと、短く裁断して束ねたものがあり、前者は片倉家や伊達家への献上品（そしてそこからの贈答品）に用いられ、後者が下等品であった。温麺は一般的な素麺よりもろく折れやすいので、短くするほうが便利である。そこを少々無理をして長くしたものが上等品というわけである。1917年（大正6年）に書かれた『仙台物産沿革』によれば、当時は細く長い温麺を上等として「素麺」といい、太く短いものを下等として「温麺」と呼んだという。
第二次大戦後には白石市内で温麺を出す店がよく見られるようになった。2006年には、ギネスブックへの登録を目指して、流し素麺の世界最長記録を塗り替えるイベントが白石市のスキー場で行われた。これまでの記録を塗り替える1802メートルの「流し温麺」が完成した。